# Ludwik Białas
Ludwik Białas (ur. 1903 w Goczałkowicach, zm. 7 września 1939 w Proszowicach) – powstaniec śląski, uczestnik obrony z września '39.
Był członkiem TG Sokół, Związku Obrony Kresów Zachodnich oraz Związku Powstańców Śląskich. Walczył w II i III powstaniu śląskim, w ostatnim był członkiem Straży Obywatelskiej pod komendą Jana Smolorza z Goczałkowic. Zginął podczas kampanii wrześniowej. Pośmiertnie, na mocy rozkazu Ministerstwa Obrony Narodowej z 13 kwietnia 1967 roku został odznaczony Orderem Virtuti Militari V klasy.